# Olimpia Ajakaiye
Olimpia Ajakaiye (* 24. Juli 1974 in Krakau) ist eine polnische Schauspielerin und Moderatorin.

## Leben
Olimpia Ajakaiye studierte vor ihrer Karriere in den Medien Architektur an der Akademie der Bildenden Künste Krakau und war 2001 Stipendiatin des Krakauer Stadtpräsidenten. Bereits während des Studiums begann sie zu schauspielern. Ihre erste Rolle hatte sie 1998 in der polnischen Fernsehserie Klasa na obcasach (dt. Klasse auf Absätzen). Derzeit ist sie regelmäßig als Moderatorin für Sender, wie TVP, Polsat und TVN im Einsatz. Seit 2012 betätigt sie sich auch als Designerin von Gebrauchsgegenständen mit einer eigenen Marke.
Olimpia Ajakaiye zählt zu einer großen Gruppe nigerianischstämmiger Personen, die in Polen im öffentlichen Leben stehen. Hierzu gehören u. a. der Boxer Izuagbe Ugonoh, der Sejm-Abgeordnete John Godson, die Schauspielerin Aleksandra Szwed, der ehemalige Fußballspieler Emmanuel Olisadebe und der Partisane und Musiker August Agbola O’Browne.